# Quimògraf

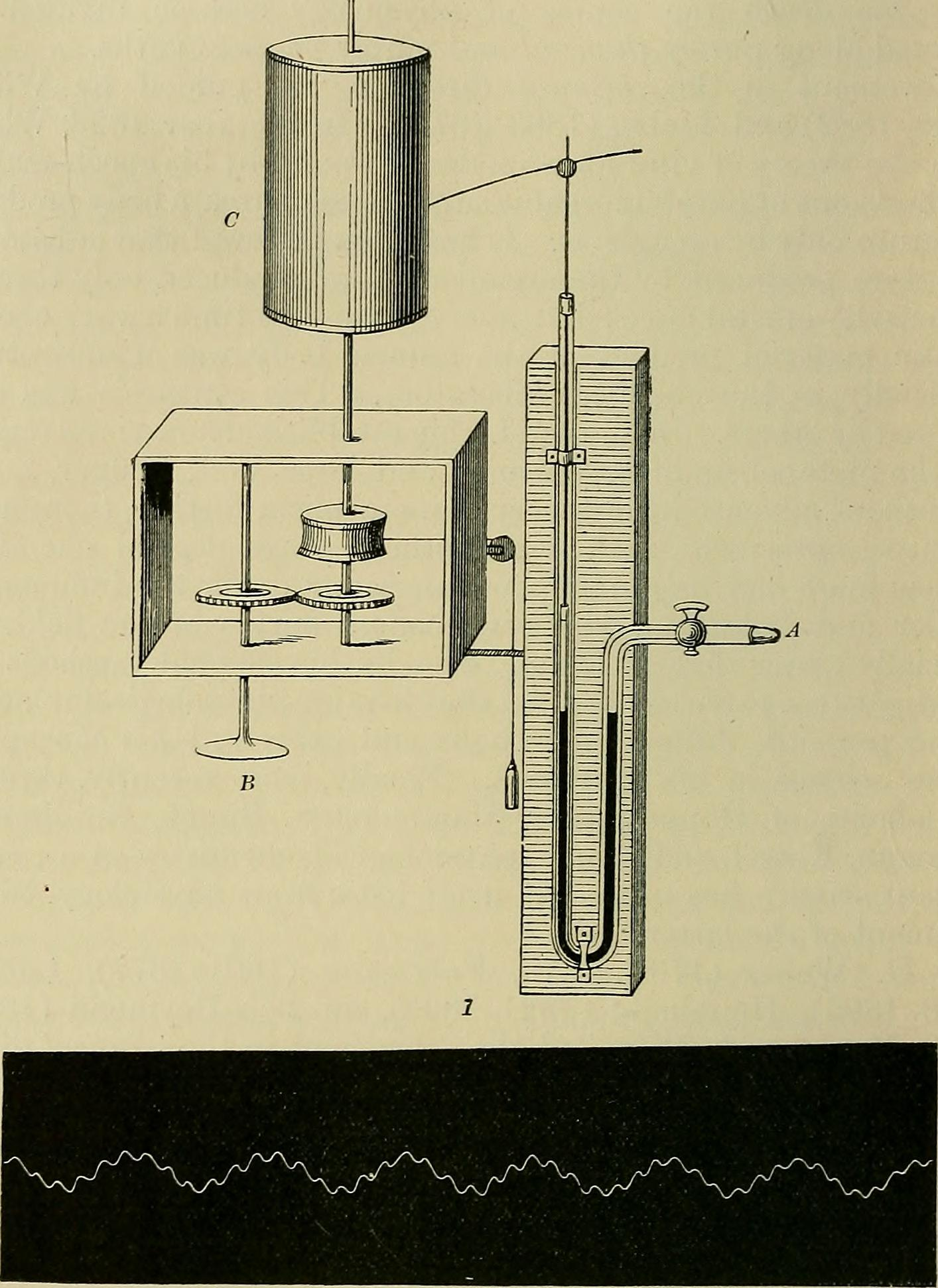
Kymographion de Ludwig (a dalt) amb un registre de pressió arterial (a baix).

Unquimògraf (del grec κῦμα, kyma 'ona' i γραφή, graphé 'escriptura'), és un dispositiu que dibuixa una representació gràfica de la posició espacial al llarg del temps. Consisteix en un cilindre giratori mecanitzat embolicat amb un full de paper de carbó, sobre el qual es mou un estil que registra els canvis en fenòmens com la pressió arterial, el moviment muscular, l'activitat nerviosa o la respiració. El quimògraf té la capacitat de registrar, per a després poder quantificar i estudiar els canvis temporals en els fenòmens fisiològics i la interacció entre ells. Durant un segle, va ser tecnologia de punta en instruments de mesurament en biologia.

## Història
Els grans avanços tècnics al costat de la concepció positivista van afavorir el desenvolupament de la medicina instrumental. Més de la meitat de la fisiologia que s'ensenya avui correspon a resultats obtinguts entre 1850-1950, en què es van inventar els aparells de registre de la fisiologia clàssica. Creat com ‘’Kymographion’’ pel fisiòleg alemany Carl Ludwig l'any 1847, el quimògraf va ser inicialment un dispositiu mecànic i hidràulic. Mitjançant l'acoblament d'un manòmetre de mercuri amb forma de "O", a un flotador que transmetia les oscil·lacions del mercuri, que llavors podien registrar-se mitjançant una ploma sobre un tambor giratori.

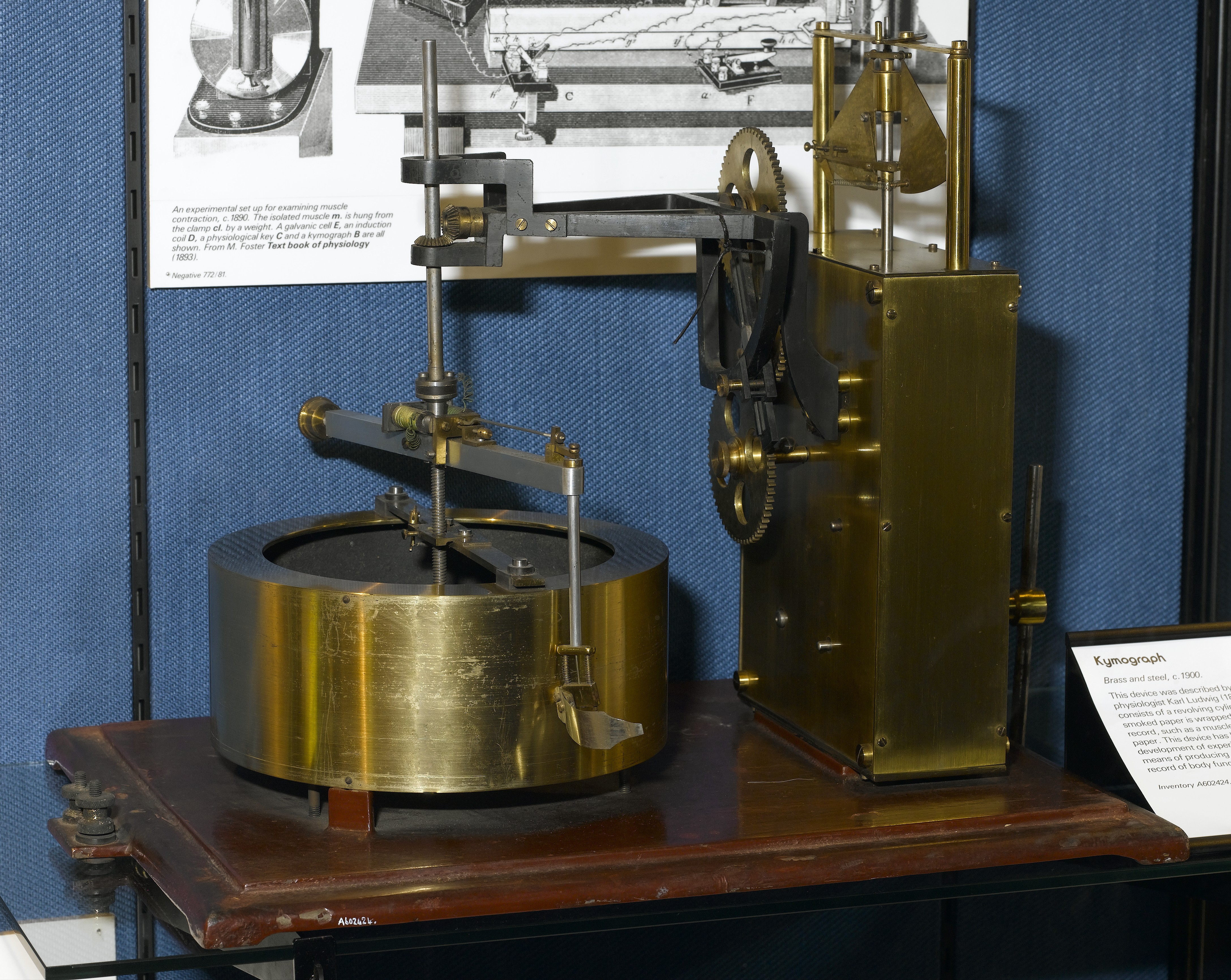
Quimògraf (ca. 1900).

Va trobar el seu primer ús com un mitjà per registrar les variacions de la pressió sanguínia. L'ona de pressió arterial era transportada pel sistema hidràulic i llavors les palanques movien un plomí que registrava una empremta blanca en un paper cobert de sutge sobre el tambor de gir constant. El temps estava representat per la velocitat de rotació del tambor, impulsat per un mecanisme de rellotgeria i era gravat per una ploma tàctil addicional. El disseny de Ludwig tenia defectes, era lent a causa de la inèrcia de la massa de mercuri dins del tub a U. La reproducció de l'ona de pressió arterial que transmetia no era fidel. Marey i Chauveau van dissenyar un sistema de transducció pneumàtic que va solucionar el problema.

"...we no longer estimate the force of the heart's action merely by feeling the pulse, or by observing the distance to which blood is projected from a severed artery... movements are recorded on rotating cylinders or flat surfaces, and thus a tracing or record, indicating the character and extent of the movement, may be preserved.."
William Rutherford, Introductory Lecture to the Course of Physiology in King’s College, London, 1869.

A finals del segle XIX els avanços en el disseny van agregar electroimants per al capçal de registre múltiple simultani. Durant la primera meitat del segle XX el quimògraf va ser part fonamental de l'instrumental dels estudiants de fisiologia.

## Avantatges
Els quimògrafs presenten els resultats en temps real, per la qual cosa permeten veure primer i després estudiar els resultats, a més de les relacions temporals que presenten els fenòmens que s'estan estudiant. L'avantatge del registre gràfic és la seva objectivitat, que permet una etapa posterior (mediata), en la qual altres investigadors poden quantificar i estudiar els traçats obtinguts, encara que no fossin presents durant l'observació original. D'aquest estudi posterior es veuen sorgir consistències i inconsistències i s'aprecien els canvis relacionats amb el temps.

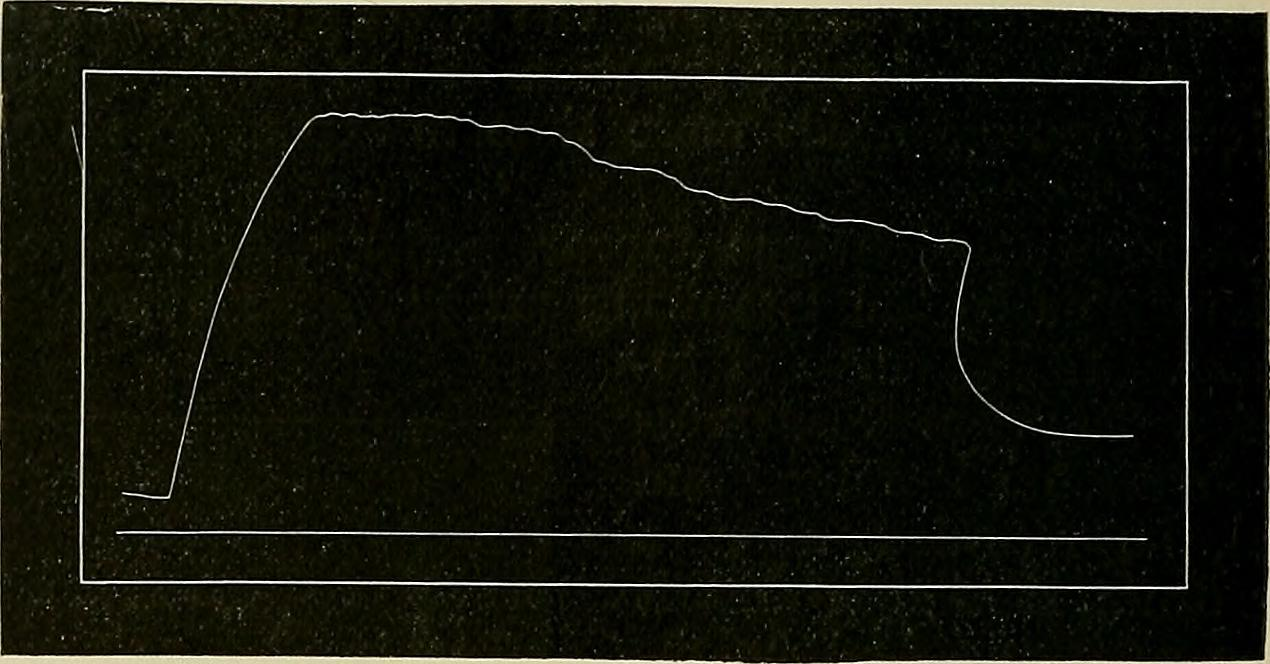
Registre d'una ona de contracció muscular, obtingut mitjançant un quimògrafo. Dins del rectangle blanc: la línia recta de baix és la unitat de temps, damunt la gràfica dibuixada d'una contracció muscular mantinguda.

El quimògraf es va convertir en l'instrument central en l'ensenyament de la fisiologia. Entre 1875 i 1950 els investigadors i tècnics van idear moltes millores en el dispositiu, a més de nombrosos components sensorials nous, per a mesurar una àmplia gamma de fenòmens fisiològics com la respiració, el moviment muscular o la parla.
Els primers registres que es van realitzar per a mesurar la durada i la força de la contracció muscular, van utilitzar un quimògraf connectat a la preparació biològica, així es podien registrar els fenòmens fisiològics.
Els nous sistemes de detecció i registre inclouen mètodes elèctrics i electrònics, i traçats en tinta.